# OLAP
OLAP (англ. online analytical processing, интерактивная аналитическая обработка) — подход к обработке данных, позволяющий оперативно получать в структурированном виде определённый срез из большого массива данных для их последующего анализа. Как правило основывается на подготовке агрегированной информации из больших массивов данных, структурированной по многомерному принципу. Реализации технологии OLAP являются компонентами программных решений класса Business Intelligence.
Основоположник термина OLAP Эдгар Кодд предложил в 1993 году «12 правил аналитической обработки в реальном времени» (по аналогии с ранее сформулированными «12 правил для реляционных баз данных»).

## Действие OLAP
Причина использования OLAP для обработки запросов — скорость. Реляционные базы данных хранят сущности в отдельных таблицах, которые обычно хорошо нормализованы. Эта структура удобна для операционных баз данных (системы OLTP), но сложные многотабличные запросы в ней выполняются относительно медленно.
OLAP-структура, созданная из рабочих данных, называется OLAP-куб. Куб создаётся из соединения таблиц с применением схемы звезды или схемы снежинки. В центре схемы звезды находится таблица фактов, которая содержит ключевые факты, по которым делаются запросы. Множественные таблицы с измерениями присоединены к таблице фактов. Эти таблицы показывают, как могут анализироваться агрегированные реляционные данные. Количество возможных агрегирований определяется количеством способов, которыми первоначальные данные могут быть иерархически отображены.
Например, все клиенты могут быть сгруппированы по городам или регионам страны (Запад, Восток, Север и так далее), таким образом, 50 городов, восемь регионов и две страны составят три уровня иерархии с 60-ю членами. Также клиенты могут быть объединены по отношению к продукции; если существуют 250 продуктов по 20 категориям, три группы продукции и три производственных подразделения, то количество агрегатов составит 16 560. При добавлении измерений в схему количество возможных вариантов быстро достигает десятков миллионов и более.
OLAP-куб содержит базовые данные и информацию об измерениях (агрегаты). Куб потенциально содержит всю информацию, которая может потребоваться для ответов на любые запросы. При огромном количестве агрегатов зачастую полный расчёт происходит только для некоторых измерений, для остальных же производится «по требованию».
Существуют три типа OLAP:
- многомерная OLAP (Multidimensional OLAP — MOLAP);
- реляционная OLAP (Relational OLAP — ROLAP);
- гибридная OLAP (Hybrid OLAP — HOLAP).

MOLAP — классическая форма OLAP, так что её часто называют просто OLAP. Она использует суммирующую базу данных и создаёт требуемую многомерную схему данных с сохранением как базовых данных, так и агрегатов.
ROLAP работает напрямую с реляционной базой данных, факты и таблицы с измерениями хранятся в реляционных таблицах, и для хранения агрегатов создаются дополнительные реляционные таблицы.
HOLAP использует реляционные таблицы для хранения базовых данных и многомерные таблицы для агрегатов.
Особым случаем ROLAP является «ROLAP реального времени» (Real-time ROLAP — R-ROLAP). В отличие от ROLAP в R-ROLAP для хранения агрегатов не создаются дополнительные реляционные таблицы, а агрегаты рассчитываются в момент запроса. При этом многомерный запрос к OLAP-системе автоматически преобразуется в SQL-запрос к реляционным данным.
Каждый тип хранения имеет определённые преимущества, хотя есть разногласия в их оценке у разных производителей. MOLAP лучше всего подходит для небольших наборов данных, он быстро рассчитывает агрегаты и возвращает ответы, но при этом генерируются огромные объёмы данных. ROLAP считается более масштабируемым решением, притом более экономичным к пространству хранения, но с ограничениями по возможностям аналитической обработки. HOLAP находится посреди этих двух подходов, он достаточно хорошо масштабируется, и позволяет преодолеть ряд ограничений. Архитектура R-ROLAP позволяет производить многомерный анализ OLTP-данных в режиме реального времени.
Сложность в применении OLAP состоит в создании запросов, выборе базовых данных и разработке схемы, в результате чего большинство продуктов OLAP поставляются вместе с огромным количеством предварительно настроенных запросов. Другая проблема — в базовых данных, они должны быть полными и непротиворечивыми.

## Реализации OLAP
Исторически первой многомерной системой управления базами данных, по существу являющейся OLAP-реализацией, считается система Express, разработанная в 1970-м году компанией IRI (позднее права на продукт были приобретены корпорацией Oracle и превращён в OLAP-опцию для Oracle Database). Термин OLAP ввёл Эдгар Кодд в публикации в журнале Computerworld в 1993 году, в которой он предложил 12 принципов аналитической обработки, по аналогии с 12 правилами для реляционных баз данных, сформулированными им же десятилетием ранее, в качестве референтного продукта, удовлетворяющего предложенным принципам, Кодд указал систему Essbase компании Arbor (поглощённой в 1997 году компанией Hyperion, которую, в свою очередь, в 2007-м году купила Oracle). Примечательно, что впоследствии публикация была изъята из архивов Computerworld из-за возможного конфликта интересов, так как Кодд позднее оказывал консультационные услуги для Arbor.
С точки зрения реализации, делятся на «физическую OLAP» и «виртуальную» (реляционную, англ. Relational OLAP, ROLAP). «Физическая», в свою очередь, в зависимости от реализации подразделяется на многомерную (англ. Multidimensional OLAP, MOLAP) и гибридную — (англ. Hybrid OLAP, HOLAP).
В первом случае наличествует программа, выполняющая на этапе предварительной загрузки данных в OLAP предварительный расчёт агрегатов (вычислений по нескольким исходным значениям, например «итог за месяц»), которые затем сохраняются в специальную многомерную базу данных, обеспечивающую быстрое извлечение и экономичное хранение.
Гибридная реализация является комбинацией: сами данные хранятся в реляционной базе данных, а агрегаты — в многомерной.
В ROLAP-реализациях все данные хранятся и обрабатываются в реляционных системах управления базами данных, а агрегаты могут не существовать вообще или создаваться по первому запросу к базе данных или кэше аналитического программного обеспечения.
С точки зрения пользователя, все варианты выглядят похожими по возможностям. Наибольшее применение OLAP находит в продуктах для финансового планирования, хранилищах данных, решениях класса Business Intelligence.
Среди коммерческих продуктов выделяют: Microsoft SQL Server Analysis Services, Essbase, Oracle Database OLAP Option, IBM Cognos TM1; существует несколько свободных решений, среди них отмечаются Mondrian и Palo.